# Museumshafen Oevelgönne
 Museumshafen Oevelgönne is een scheepvaartmuseum in Hamburg. Het ligt in het stadsdeel Hamburg-Othmarschen aan de Elbe.

## Geschiedenis
Het is geen museum in de traditionele betekenis van het woord. Het is een verzameling historische schepen die de leden van de vereniging en vrijwilligers worden onderhouden. De vereniging werd in 1976 opgericht en in het voorjaar van 1977 werden de eerste schepen voor het publiek opengesteld. In 1978 kwam als eerste de sleepboot Tiger erbij en een jaar later volgde het lichtschip Elbe 3. Sindsdien is de collectie uitgebreid en bestaat tegenwoordig uit meer dan 20 schepen.

## Collectie

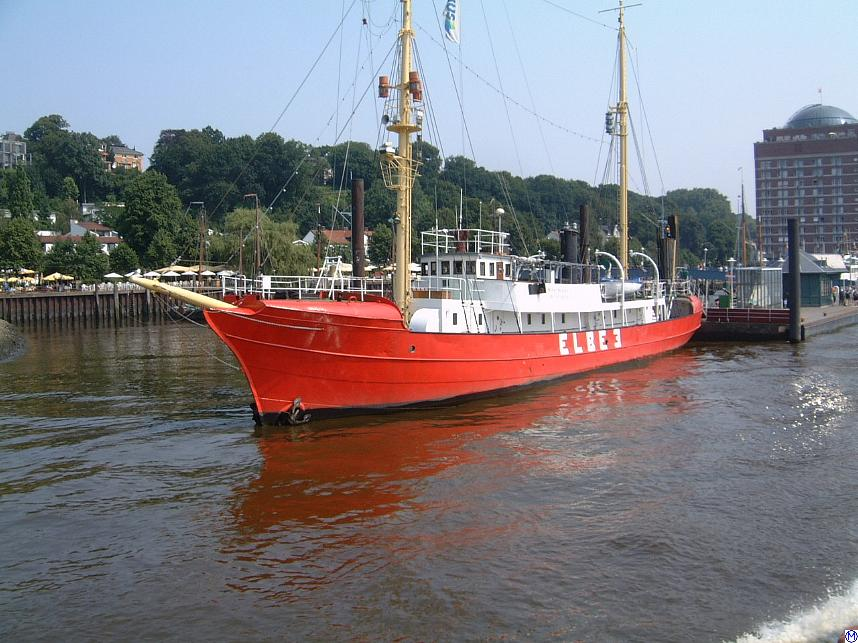
Lichtschip Elbe 3

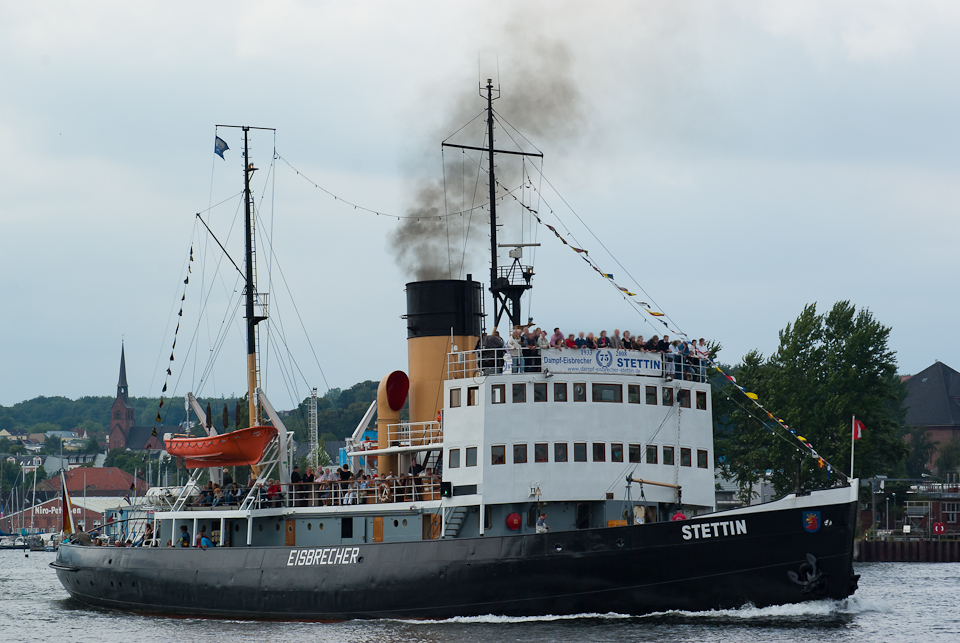
IJsbreker Stettin

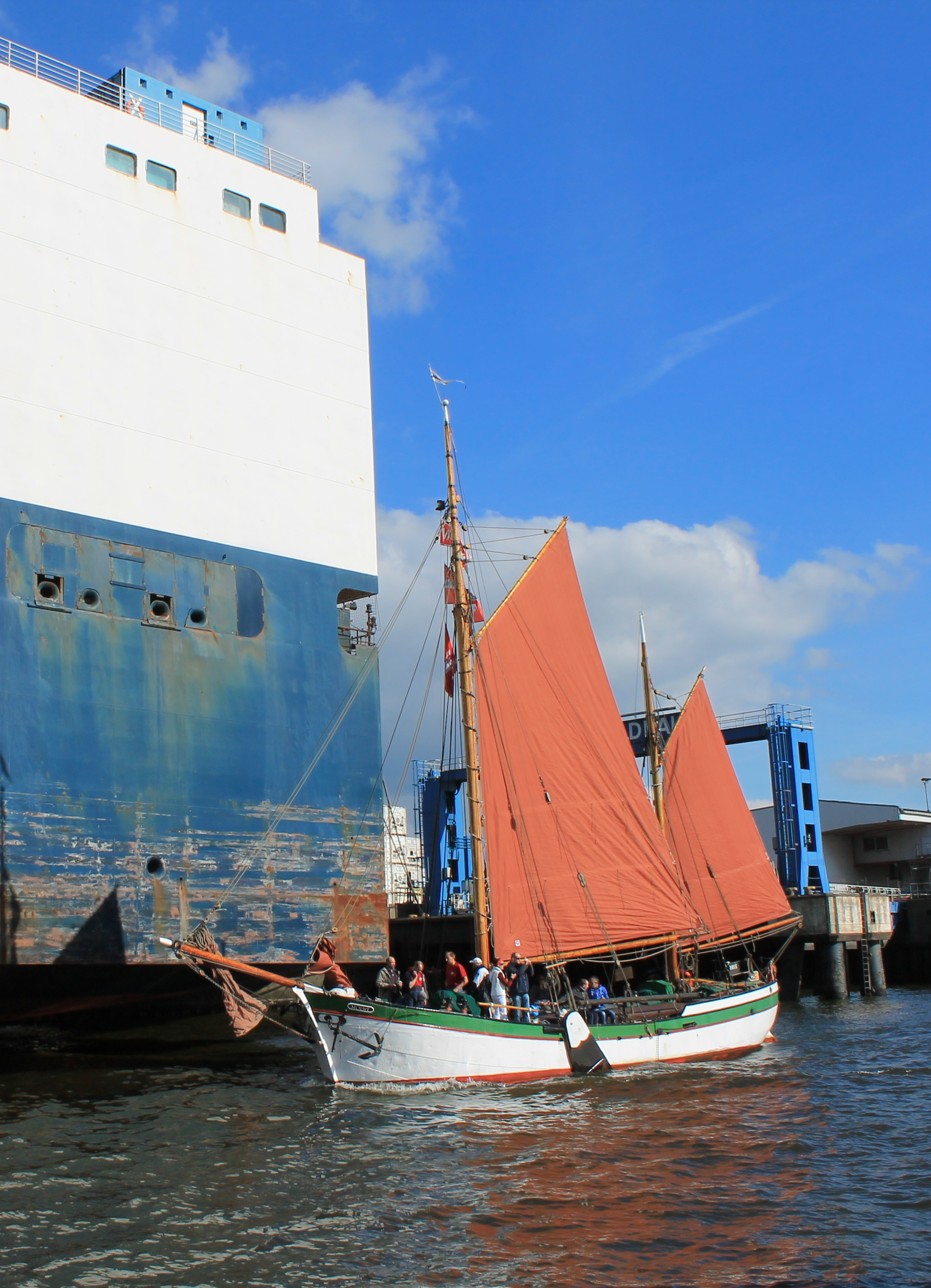
Ewer voor visserij op kust- en binnenwateren Moewe (1907)

De collectie bestaat uit zeilschepen, stoomboten en motorschepen. Schepen die in de museumhaven liggen zijn, onder andere:
Zeilschepen:
- Tjalken Fortuna en Helene
- Garnalenvisboot Mytilus
- Ewer, een alleen in Noord-Duitsland voorkomend historisch scheepstype, Ámazone en Moewe

Stoomboten:
- Sleepboten Claus D., Tiger en Woltman
- Barkas Otto Lauffer
- IJsbreker Stettin

Motorschepen:
- Barkas Altona
- Veerboot Bergedorf
- Lichtschip Elbe 3
- Politievaartuig Ottenstreuer
- Douanevaartuig Präsident Schaefer

Er ligt ook nog het kraanschip Karl Friedrich Steen.